# Izotypový přesmyk
Izotypový přesmyk (class switch) je proces, při kterém zralý B-lymfocyt mění produkci izotypů protilátek (imunoglobulinů, Ig), a to jak navázaných na membráně B-lymfocytu, tak sekretovaných. Zralý B-lymfocyt produkuje pouze dvě třídy imunoglobulinů: IgM a IgD. Po stimulaci antigenem a obdržení aktivačních signálů od pomocného T-lymfocytu v podobě cytokinů může B-lymfocyt měnit strukturu protilátek na třídy IgA, IgG nebo IgE. Zralý B-lymfocyt se rámci tohoto procesu mění na plazmatickou buňku.
V průběhu izotypového přesmyku dochází ke změně pouze v konstantní části těžkého řetězce imunoglobulinů, zatímco variabilní část zůstává stejná. Výsledkem je, že nově produkované izotypy mají nejen jinou afinitu k antigenu (specifita Ig zůstává stejná), který tento proces indukoval, ale také dochází ke změně Ig indukovaných procesů. Díky tomu mohou dceřiné buňky jednoho B-lymfocytu produkovat různé typy protilátek účinných proti stejnému antigenu, který vyvolal jejich tvorbu, a přitom disponovat odlišnými vlastnostmi.

## Genetika
Geny kódující řetězce imunoglobulinů se nachází v genovém komplexu složeném z několika sekvencí. Úsek pro konstantní část těžkého řetězce, u kterého dochází k izotypovému přesmyku, se nazývá segment C. Na této sekvenci se nachází řada devíti funkčních exonů kódujících těžké řetězce konkrétních izotypů. Po stranách jednotlivých exonů se nachází tzv. switch sekvence, které slouží jako místa pro navázání transkripčních faktorů a tvorbu mutací, díky nimž mohou vznikat nové třídy imunoglobulinů. Segment C se nachází na konci genového komplexu za exony kódující variabilní část těžkého řetězce.
Nestimulovaný B lymfocyt produkuje pouze protilátky IgM a IgD, které jsou prvními dvěma sekvencemi na řetězci. Pro tvorbu dalších tříd je zapotřebí signálu od specifických cytokinů. Nové třídy vznikají vyštěpováním úseků genů na segmentu C, což způsobuje nevratné zkrácení sekvence.

## Mechanismus
Proces izotypového přesmyku probíhá na genové úrovni v průběhu diferenciace B-lymfocytů do plazmatické buňky, během kterého dojde na povrchu membrány B-lymfocytu k navázání CD40 ligandu z pomocné T buňky na receptor CD40. Tento děj aktivuje transkripční faktor NFκB. Paralelně probíhá také aktivace transkripčního faktoru z rodiny STAT, navázáním cytokinů na membránový receptor B lymfocytu. Aktivace jednotlivých typů proteinů je závislá na specifických cytokinech produkovaných při zánětu. (např. aktivace transkripčního faktoru STAT1 pomocí IFNy). Oba transkripční faktory, STAT1 a NFκB, se po aktivaci přesouvají do jádra, kde dosednou na promotor switch sekvence a vyvolají transkripci požadovaného genu. Na jakou switch sekvenci faktory dosednou, determinuje protein rodiny STAT (př. STAT1 naviguje komplex na sekvenci kódující izotyp IgG2a), což má význam při konečné tvorbě konstantní části těžkého řetězce. V průběhu transkripce dochází na rozpletených DNA vláknech v oblasti switch sekvence k tvorbě mutací způsobených enzymem AID, který deaminuje cytosin na uracil. K tomuto procesu dochází na dvou místech: na počátku segmentu C (na switch sekvenci Cμ kódující IgM) a na switch sekvenci izotypu, jehož exprese je požadována (determinovaný STAT proteinem). Jelikož je uracil nekomplementární k DNA bázím, je v dalším kroku rozpoznán a vystřižen komplexem enzymů UNG a APE1, což způsobí tvorbu dvouvláknových zlomů.
Při působení DNA opravných mechanismů je sekvence mezi dvouvláknovými zlomy vyštěpena v kruhovou molekulu. Zbývající segment C se znova spojí s řetězcem kódujícím stavbu imunoglobulinu. Nyní po exonech pro variabilní část těžkého řetězce následuje již segment kódující cílový izotyp. Poté je ponechaný segment přepsán do molekuly mRNA a translatován do požadované třídy imunoglobulinu. 